# Maria Całka
Maria Janina Całka ps. Wika (ur. 5 stycznia 1920 w Warszawie, zm. 22 listopada 1979 tamże) – podporucznik, sanitariuszka, łączniczka Ryszarda Białousa, dowódcy batalionu „Zośka”, uczestniczka powstania warszawskiego, magister prawa.

## Życiorys
Podczas okupacji niemieckiej należała do warszawskich Grup Szturmowych Szarych Szeregów. Po utworzeniu batalionu „Zośka” zastąpiła na stanowisku głównej łączniczki Irenę Kołodziejską, która przeszła do dowództwa 1. kompanii. Utrzymywała łączność pomiędzy dowódcą baonu a dowódcami kompanii. Służyła również jako sanitariuszka.

Brała udział w akcjach:
- akcja Wilanów – akcja odwetowa na niemieckich osadnikach; była w grupie sanitariat
- akcja pod Szymanowem – wykolejenie niemieckiego pociągu pospiesznego na trasie Warszawa–Berlin pod Szymanowem; przeprowadzała rozpoznanie
- akcja Polowanie – pierwsza z akcji Główki, celem była likwidacja Ludwiga Fischera, gubernatora dystryktu warszawskiego Generalnego Gubernatorstwa.

Ukończyła z wynikiem bardzo dobrym Szkołę Podchorążych Rezerwy Piechoty Agricola w stopniu kaprala.
W powstaniu warszawskim walczyła w szeregach batalionu „Zośka” na Woli, Starym Mieście i Czerniakowie. Po upadku powstania trafiła do niemieckiej niewoli.
Po wojnie uzyskała stopień magistra praw.
Odznaczona Krzyżem Walecznych.